# Georges Bigot

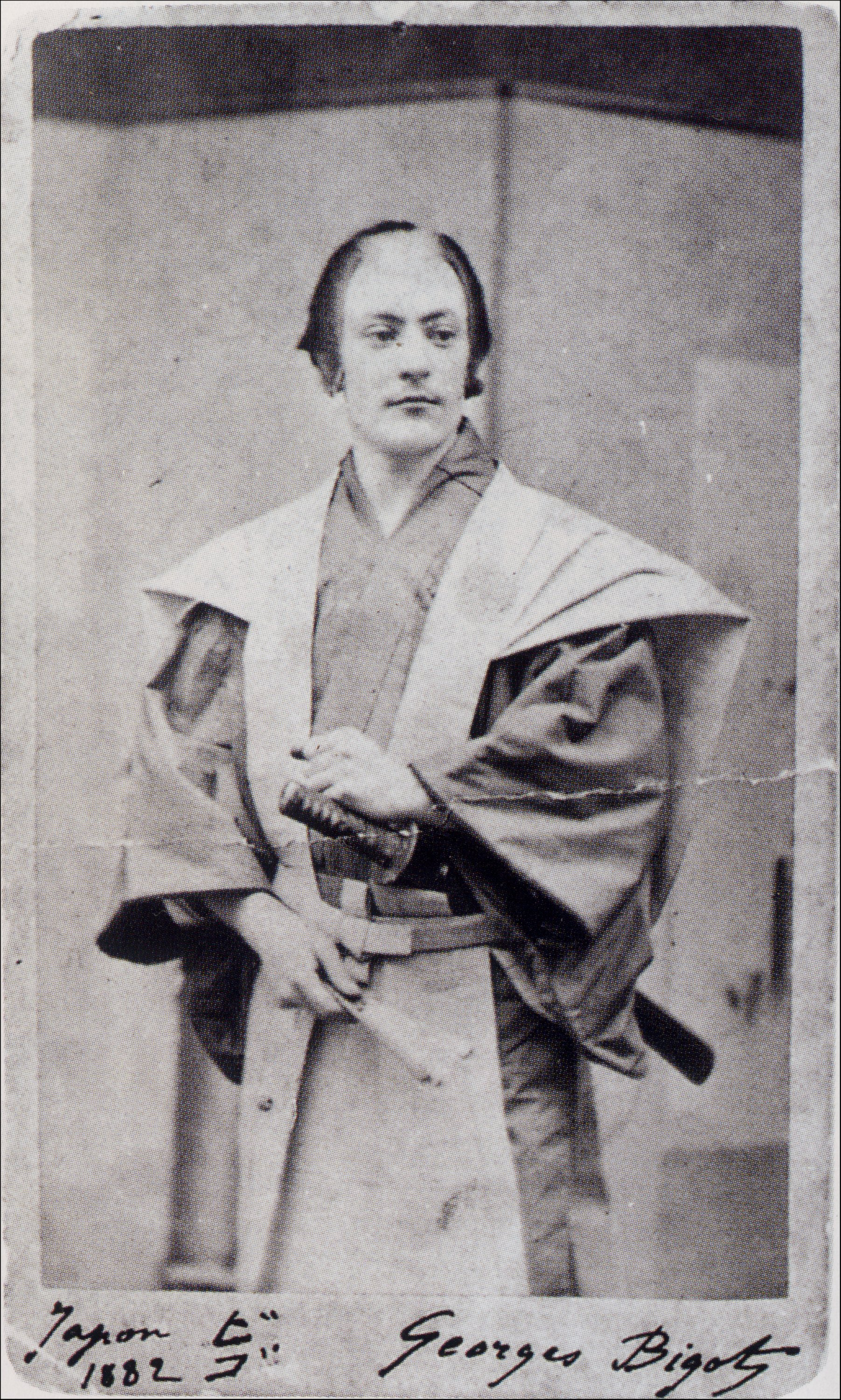
Georges Bigot (1882)

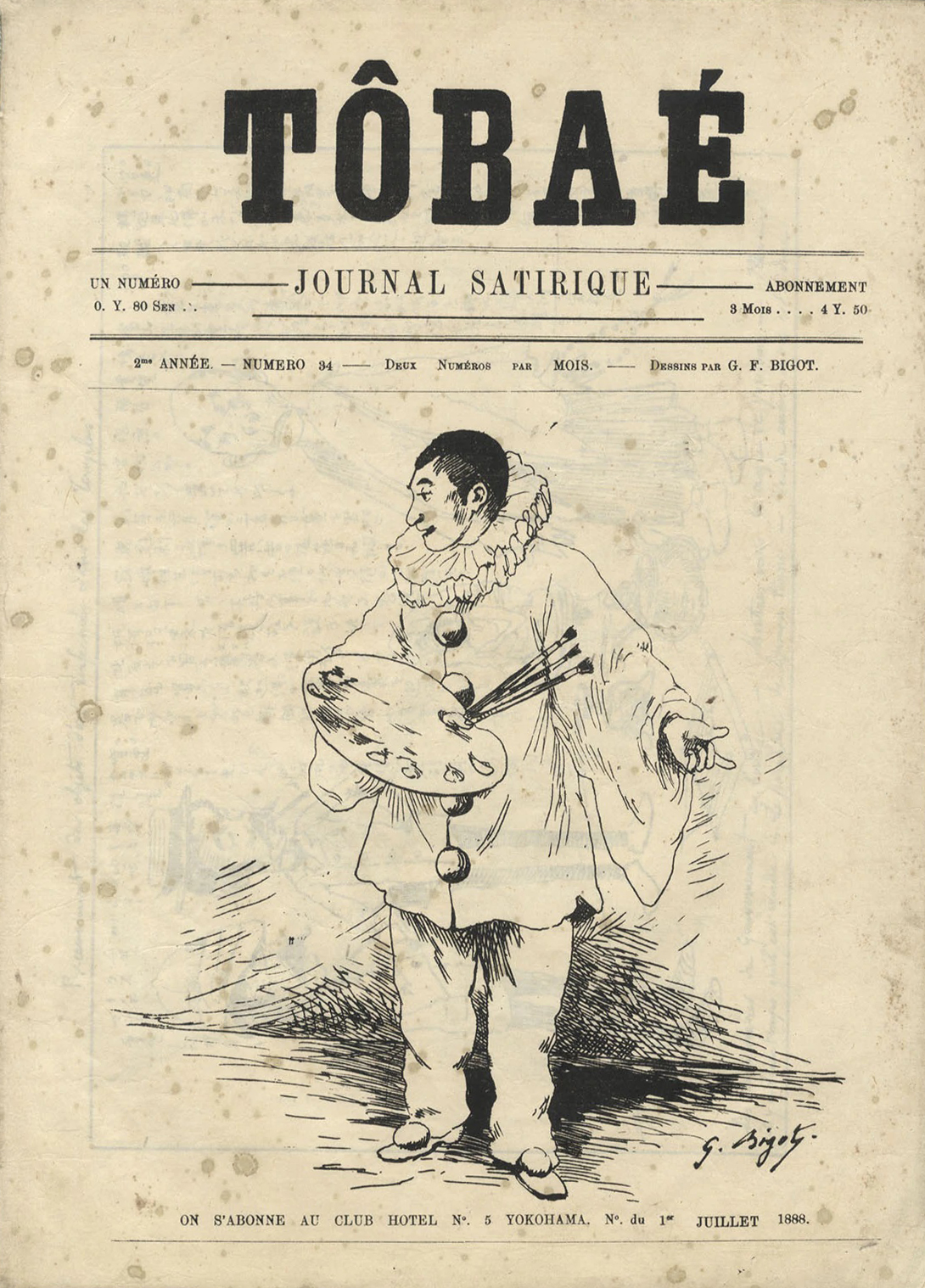
Titelbild der sechsten Ausgabe von Tôbaé, 1887

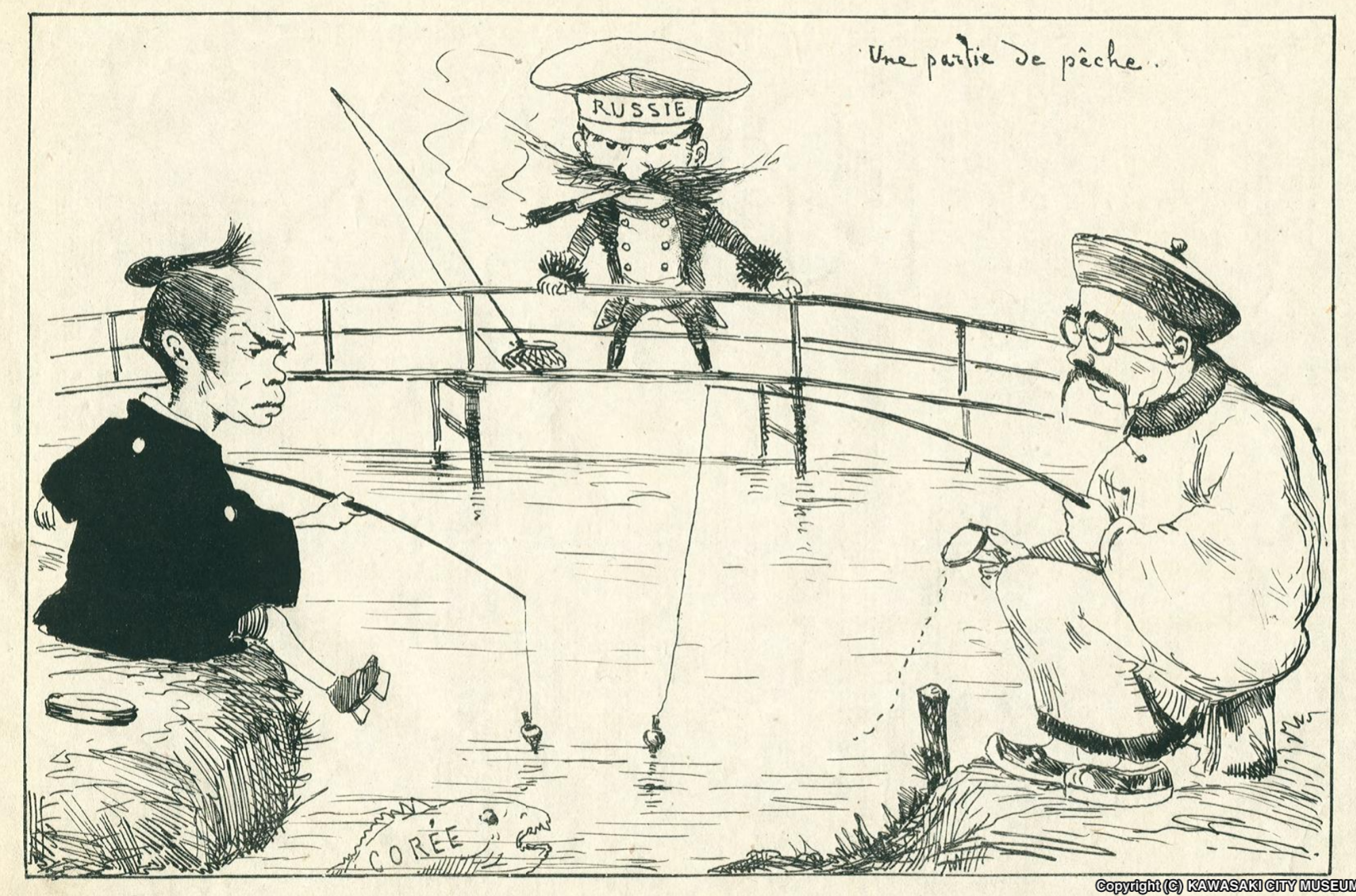
Karikatur über den Streit Chinas, Japans und Russlands um Korea, erschienen in der ersten Ausgabe von Tôbaé, 1887

Georges Ferdinand Bigot (* 7. April 1860 in Paris; † 10. Oktober 1927 in Bièvres, Essonne) war ein französischer Karikaturist und Illustrator. Gemeinsam mit Charles Wirgman war er für das Bekanntwerden von Karikaturen europäischen Stils in Japan verantwortlich.

## Biografie
Bereits mit zwölf Jahren konnte Bigot 1872 die École des Beaux-Arts in Paris besuchen. Unter Jean-Léon Gérôme und Emile Auguste Carolus-Duran lernte er später Malerei. Seine erste Illustration publizierte er 1880 in der Zeitschrift La Vie moderne.
1882 kam er als Journalist nach Japan, wo er außerdem Kunstlehrer für eine Militärschule wurde und eine ehemalige Geisha heiratete. 1887 gründete er in Yokohama ein französischsprachiges Satiremagazin, Tôbaé (von 鳥羽絵, Toba-e, satirischen Bildern der Edo-Zeit), das alle zwei Wochen für eine ausländische Leserschaft erschien. Darin illustrierte er meist Szenen aus dem japanischen Alltag, karikierte allerdings auch die japanische Gesellschaft und Regierung der Meiji-Zeit, wodurch er häufig Ärger mit japanischen Autoritäten bekam. Während des Ersten Japanisch-Chinesischen Krieges nahm er auch seine journalistische Tätigkeit wieder verstärkt auf. Sein Schaffen in Japan, wo er seinen Namen auch als 美好 (bikō) schrieb, gilt als sein bekanntestes.
1900 kehrte Bigot nach Frankreich zurück und arbeitete dort für Zeitschriften wie Le Chat Noir, Le Rire und Le Gil Blas Illustré. Mit Karikaturen kommentierte er unter anderem den Zweiten Burenkrieg und den Russisch-Japanischen Krieg. Als er schließlich von Paris nach Bièvres ging, veröffentlichte er seltener.
1911 brachte er in der Zeitschrift L'Epatant erstmals einen Comic heraus, um sich schließlich wieder den Illustrationen zuzuwenden, die er für Les Romans Militaires und La Baionette anfertigte.